# Jon B.
Jon B., pseudonimo di Jonathan David Buck (Providence, 11 novembre 1974), è un cantautore e paroliere statunitense.

## Biografia

### Infanzia e anni '90
Nato a Providence e cresciuto ad Altadena, Buck cresce in una famiglia di musicisti. Nel 1992 attira l'attenzione della produttrice discografica Tracey Edmonds, fondatrice della Yab-Yum Records, che gli consente di ottenere il suo primo contratto discografico. Inizia dapprima a lavorare come autore: nel corso degli anni scrive brani per artisti di grande successo come Michael Jackson, Duran Duran, Marvin Gaye, Toni Braxton, Spice Girls, Sade, Prince, Inxs, Brownstone, Color Me Badd e Babyface.
Nel 1995 debutta come cantante collaborando proprio con Babyface nel singolo Someone to Love, che ottiene un notevole successo commerciale raggiungendo la posizione 10 della Billboard Hot 100 e risultando il 32° singolo più venduto dell'anno negli Stati Uniti. Il singolo ottiene inoltre una nomination ai Grammy Award nella categoria "miglior collaborazione pop vocale". Pubblica successivamente l'album di debutto Bonafide tramite Yab-Yum e due etichette appartenenti al gruppo Sony, la Epic Records e la 550 Records. Il progetto raggiunge la certificazione oro per aver venduto 500 mila copie negli Stati Uniti e il singolo Pretty Girl, anch'esso un successo discografico.
Nel 1997 pubblica il suo secondo album in studio Cool Relax, che ottiene la certificazione platino per aver venduto oltre un milione di copie negli Stati Uniti. Tra 1997 e 1998 vengono estratti diversi singoli dal progetto, tra cui la collaborazione con Tupac Are U Still Down?. Il terzo singolo They Don't Know gli consente di ottenere la sua prima top 10 nella Billboard Hot 100, raggiungendo la posizione 7. Il progetto ottiene 6 nomination ai Billboard Music Awards 1998 e una nomination ai Soul Train Music Awards 1998.

### Anni 2000 e decenni successivi
Nel 2001 pubblica l'album Pleasures U Like, il suo primo progetto discografico a entrare nella top 10 della Billboard 200. Nonostante il debutto fruttuoso, il progetto diviene il suo primo album a non ricevere certificazioni negli Stati Uniti. In seguito a questo risultato, negli anni successivi l'artista realizza altri quattro album con etichette minori, riuscendo a entrare nella Billboard 200 con due di essi: Stronger Everyday e Helpless Romantic. Nel 2013 pubblica il suo primo mixtape.

## Discografia

### Album

#### Album in studio
- 1995 – Bonafide
- 1997 – Cool Relax
- 2001 – Pleasures U Like
- 2004 – Stronger Everyday
- 2006 – Holiday Wishes: From Me to You
- 2008 – Helpless Romantic
- 2012 – Comfortable Swagg

Raccolte
- 1999 – Love Hurts
- 2002 – Are U Still Down: Greatest Hits
- 2012 – B-Sides Collection

### Mixtape
- 2013 – B-Sides Collection

### Singoli
- 1995 – Someone to Love (feat. Babyface)
- 1995 – Pretty Girl
- 1996 – Isn't Scary?
- 1996 – Simple Melody (feat. Bootsy Collins)
- 1997 – Don't Say
- 1998 – Are You Still Down? (feat. 2Pac)
- 1998 – They Don't Know
- 1998 – I Do (Watcha Say Boo)
- 1998 – Cool Relax
- 2001 – Don't Talk
- 2001 – Now I'm With You
- 2004 – Lately
- 2004 – Everytime
- 2008 – Ooh So Sexy (feat. Paul Wall)
- 2008 – Helpless Romantic
- 2012 – Only One
- 2012 – Comfortable Swagg
- 2019 – Understand (feat. Donell Jones)
- 2019 – Priceless